# Spoorlijn Perpignan - Thuir
De spoorlijn Perpignan - Thuir was een Franse spoorlijn van Perpignan naar Thuir, de lijn was 15,0 km lang.

## Geschiedenis
De lijn werd op 3 december 1911 geopend door de Compagnie des chemins de fer des Pyrénées-Orientales. Tot 1 januari 1953 was er personenvervoer. De SNCF verzorgde het goederenvervoer tot 1 juli 1994. Daarna is de lijn opgebroken en omgevormd tot fietspad.

## Aansluitingen
In de volgende plaatsen is of was er een aansluiting op de volgende spoorlijnen:
Perpignan
RFN 677 000, spoorlijn tussen Narbonne en Port-Bou (grens)
RFN 679 000, spoorlijn tussen Perpignan en Villefranche - Vernet-les-Bains
lijn tussen Perpignan en Le Barcarès